# 日本共産党スパイ査問事件
日本共産党スパイ査問事件（にほんきょうさんとうスパイさもんじけん）は、治安維持法下の1933年（昭和8年）に、東京府東京市（現東京都）で発生した日本共産党中央委員であった小畑達夫が死亡し、同じく中央委員であった大泉兼蔵らが負傷した事件である。
両者は「日本共産党にもぐりこんだ特別高等警察のスパイ」として査問とよばれるリンチにかけられたものだと裁判では認定された。戦前の治安維持法の下で行われた裁判であったが、復権処置に対して例外規定の『監禁致死、死体遺棄、銃砲火薬類取締法施行規則違反』に該当していた為、本来ならば復権処置は行われないはずだが、GHQから司法省に対し指示があり、SCAPINやポツダム命令などに基づく超憲法的な特別な指示により、公民権回復の措置がとられ、検察により「復権証明書」が出された。ただし確定判決が取り消されたわけではない。

## 当局発表による「事件」の概要
1933年、当時日本共産党中央常任委員であった宮本顕治、袴田里見らが、当時の党中央委員大泉兼蔵と小畑達夫にスパイ容疑があるとして査問処分を行うことを決定し、12月23日、二人を渋谷区内のアジトに誘い出した。
宮本らは針金等で手足を縛り、目隠しと猿轡をした上に押し入れ内に監禁した。秋笹政之輔、逸見重雄らが二人に対して暴行を行ったため、小畑は24日、外傷性ショックにより死亡した。小畑の死体は床下に埋められた。
以上の概要が、当時の裁判で認定された結果である。
さらにその際、無許可で実包を込めた拳銃一丁を携帯したこと、また、別の党員大串雅美にスパイ容疑があるとして、赤坂区内のアジトに12月21日から22日までの間監禁したこともあわせて裁かれている。

### 当時の裁判の認定による経過
1933年、日本共産党中央委員会は特高警察による捜査によって壊滅的打撃を受けていたが、検挙をまぬがれた幹部で党中央を再建した。
当時、共産党はスパイを摘発する目的で、波多然・大沢武男といった党員に対して「査問」と称するリンチを行っていた。宮本によると、スパイを行った場合には、共産党規約により査問を受けることが予め承諾されていたという。印刷局副主任であった荻野増治も査問にかけられ監禁されていたが、このままでは殺されると考え、逃走した。
12月20日の深夜、荻野増治は警視庁特別高等警察課に出頭、保護された。荻野の供述により、宮本らのアジトが割り出されることとなる。
12月23日、宮本らは小畑・大泉の両名を会合を開くと称して呼び出し、そのまま「査問」にはいった。
翌12月24日付の『赤旗』（現『しんぶん赤旗』）の号外には「中央委員小畑達夫、大泉兼蔵の両名は、プロパガートル（党内撹乱者）として除名し、党規に基づき極刑をもって断罪する」との党中央部の声明が掲載された。警視庁は、この「極刑」という表現に注目、荻野と同様のリンチが両名に加えられ、場合によっては殺害されている可能性があるということで、捜査を開始した。
逸見重雄の供述によると、彼らに加えられた暴力行為は以下のようなものであったとされる。まず最初に大泉に対して棍棒で殴打するなどのリンチを加え気絶させた。その後小畑を引きずり出し、キリで股を突き刺したり、濃硫酸をかけるなどの凄惨な拷問を加えた。最後に薪割で小畑の頭部に一撃を加えた。そして大泉を引き出して小畑同様のリンチを加えた。大泉はこの拷問に耐え切れず気絶したが、宮本らは死亡したものと早合点しそのまま引き上げた。大泉はまもなく蘇生した。
この頃小畑が死亡する。裁判では小畑の死因は外傷性ショックであるとされた。小畑の死体はアジトの床下に隠された。
一方、宮本らは大泉のハウスキーパーであった熊沢光子に対しても「査問」を行った。熊沢が「本当に大泉がスパイなら一緒に殺してくれ」と言ったところ、宮本らも良心が咎めたのか、直接手を下そうとはしなかった。以後大泉と彼女とは20日間にわたって監禁されることになった。その間、12月26日に宮本は逮捕された。宮本は黙秘し、査問に関する供述は行わなかった。
大泉と熊沢の二人は“自殺”を強要され、1934年1月14日が「執行日」となった。前日の13日は最後の晩餐ということで、特別に和菓子が振舞われ、「思想的に行き詰まったので自殺する」旨の“遺書”を書かされた。ところが、翌1月15日になって警察の気配を感じたため「執行」は延期され、彼らは目黒区にある別のアジトに移された。そのアジトで、大泉は監視人に対して最後の抵抗を試みた。監視人は思わぬ反撃に逆上し大泉に拳銃を突きつけた。
ちょうどその頃、警視庁麻布鳥居坂警察署（現麻布警察署）の巡査が勤務を終え、目黒区下目黒の自宅に戻ったところ、近所の住人が空家から人のうめき声が聞こえると騒いでおり、声がするという部屋をのぞきこんだところ、大泉が射殺されようとしている現場を目撃することとなった。巡査は直ちに現場に踏み込み、拳銃を持っていた共産党員の女を逮捕した。大泉の供述により、小畑達夫の遺体が発見された。
事件後、1月17日の『赤旗』には「鉄拳で奴等を戦慄せしめよ」という表題の記事が掲載された。「日本プロレタリアート党の前衛我が日本共産党の破壊を企む支配階級の手先、最も憎むべき、党内に巣喰ふスパイが摘発された。我々一同は、スパイ大泉、小畑両名を、死刑に價することを認め、彼等を大衆的に断罪することを要求する。」という内容であった。
1935年（昭和10年）3月4日、この頃、袴田は、宮本などの幹部が次々逮捕される中で、唯一獄外にいた共産党最後の中央委員であったが、本郷での全協との街頭連絡の最中、逮捕される。この逮捕を報道した新聞は最後の大物と称した。

### 判決
宮本顕治、袴田里見を含む5名は、治安維持法違反、監禁、監禁致死、監禁致傷、傷害致死、死体遺棄、銃砲火薬類取締法施行規則違反、残り1人が治安維持法違反、殺人、同未遂、幇助、不法監禁、銃砲火薬類取締法施行規則違反といった複数の罪状で裁判にかけられ、以下の判決が下った。宮本は上告したが、1945年5月、訴えは棄却された。殺人罪の適用はされなかった。
- 宮本顕治 党中央委員 無期懲役[8]
- 袴田里見 党中央委員 懲役13年[8]
- 秋笹正之輔 党中央委員 懲役7年[8]
- 逸見重雄 党中央委員 懲役5年[8]
- 木島隆明 党中央組織委員 懲役2年[8]
- 加藤亮 懲役3年
- 木俣鈴子 執行猶予判決[2]

## 日本共産党による主張
日本共産党は公式に、当時の裁判で認定された被告人による小畑・大泉に対する暴行の事実を全て否定している。また大泉・小畑に対するスパイの嫌疑も、裁判の中で自ら特高のスパイであることを理由に無罪を主張していた。大泉については、彼の主張の力点は、自分はスパイとして党活動をしたのだから、治安維持法違反に問われるべきではないというところにあった。
宮本は公判の中で、赤旗の表現はあくまでも比喩的なもので、スパイに対しての最高の処分は本名を明らかにしての除名であると陳述している。また、拳銃の所持は護身用であり、小畑の自由を拘束したのは「部下のことをいじめたりしてろくなことをせぬで党紀を乱すから、それは党の結束を維持する上においてやむを得ぬことであって、違法性は阻却される。」「ふろしきをかぶせたりして、こうやっているうちにおかしくなったから、ふろしきを取ってみたら死んでおった、そこでたまげて人工呼吸などをした」が生き返らなかったと、裁判で陳述している。
このため、小畑の死は外傷性のものでなく特異体質によるショック死であったが、山県警部は宮本顕治に対して「これは共産党をデマる為に絶好の材料である。今度我々はこの材料を充分利用して、大々的に党から大衆を切り離す為にやる。」と告げたという。

## 刑の言渡無効・復権へ
1945年8月の終戦後、10月4日にGHQは、政治犯の釈放等を命ずる覚書を発出した。これを受けて日本政府は、直ちに治安維持法違反等の政治犯釈放の措置に入った。10月9日、宮本顕治は、刑の執行を停止するという形で網走刑務所から釈放され、袴田も19日には釈放された。10月17日には昭和20年勅令第579号(大赦令)が発令され、治安維持法等の政治犯罪の赦免が決定された(これにより宮本は懲役20年に減刑)。宮本達は直ちに日本共産党の再建にとりかかり、中央委員会で要職を占めた。
1945年12月29日には、昭和20年勅令第730号（政治犯人等ノ資格回復ニ関スル件）が発令された。この勅令は、治安維持法や出版法といった法律に違反した政治犯や思想犯、軍事犯、海外領土のみに公布された法律に違反して判決が下ったものに対し、その刑の言い渡しを無効とするものであった。
ただし、この勅令には例外規定が存在した。刑法第二編に規定された罪、爆発物や銃砲に関する罪、食糧管理法違反などとあわせて判決が下った場合には、この勅令は適用されない事になっていた。
この事件の判決を構成した罪状には、刑法第二編に含まれる監禁、監禁致死、監禁致傷、傷害致死、死体遺棄、そして銃砲火薬類取締法施行規則違反が存在するため、この勅令の適用外となり、釈放された宮本らは刑の執行が停止されている状態となる。
1947年、刑の執行停止状態に気づいた東京検事局が宮本と袴田に出頭を要求した。4月末、GHQから司法省に対し指示があり、資格回復の措置がとられた。5月15日には民政局により「二人は単なる政治犯として釈放されたのであるから、その公民権はSCAPIN458号によって回復されねばならない。SCAPIN458号に基づき発布された勅令（730号）によって処理されるべき問題である。」といった内容の覚書が発給されている。宮本らには5月29日付、東京地方検察庁検事正木内曽益名で「将来に向て其の刑の言渡を受けざりしものと看做（みな）す」との復権証明書を発行された。
共産党側は、この復権措置により一般刑法犯の有罪判決も治安維持法違反の一環としてなされた不当判決であり、無実であることが証明されたとしている。一方、稲葉修法務大臣は1976年1月30日の衆議院予算委員会において、「有罪の判決があったという既往の事実まで否定するものではありません。したがって、それまでになされた判決の執行等は当然有効であるし、また、判決によって認定された犯罪事実がそれによってなかったことになるわけでもありません。いわんや、これらの判決によって認定された犯罪事実がでっち上げになるわけでももちろんございません」との見解を示した。
1976年の5月19日の国会では、共産党の正森成二の質問に対して法務省の安原美穂刑事局長は、釈放に関するGHQの指令は超憲法的な特別な指示であったけれども、占領下においては適法な措置であり、宮本らの公民権は回復されている状態であると答弁している。

## その後

### 太田耐造の証言
1952年、雑誌「ジュリスト」で戦時中の司法省刑事局第五、第六課長であった太田耐造が、「一時有名になったいわゆる「共産党リンチ事件」の被害者大泉兼蔵、小畑達夫は警視庁のスパイであった」「起訴された後の予審において大泉は、自分が警視庁のスパイであることを自白したが、検察側は、このようなスパイ政策を容認していなかったので、これに対して断乎たる態度で臨んだ。」「小畑は撲殺された」という記事を発表している。

### 国会での動き

#### 民社・自民による追及
1974年6月26日、民社党の春日一幸委員長は「毎日新聞」の取材に対し、「宮本は小畑をリンチで殺した」と事件を取り上げた。共産党は「小畑は特異体質により死亡したもの」と抗議した。当時は1972年の総選挙で日本共産党が野党第2党の地位を占めた頃であり、また当時、宮本は共産党の委員長であり、袴田は副委員長であった。その後、1976年の「文藝春秋」新年号に掲載された立花隆の「日本共産党の研究」で、この事件が取り上げられる。宮本らに対する東京刑事地方裁判所の判決文等が掲載され、大きな反響を起こした。
1月29日には自由民主党の倉成正がこの判決文は本物かどうかと国会質問を行い、稲葉修法務大臣は原本と同じであると認め、どういういきさつでGHQの指示が下ったのか明らかにしなければならないと述べた。1月30日の民社党の塚本三郎の質問に対し、稲葉法相はでっち上げだと主張するなら、再審手続きを申請するべきだとも答弁した。民社党の春日委員長も国会でこの事件を取り上げた。「文藝春秋」はさらに3月号で、鬼頭史郎京都地裁判事補が提供した「刑執行停止上申書」と「診断書」を掲載した（鬼頭は後に宮本身分帳事件で有罪となる）。一方、共産党側も反論として、『宮本顕治公判記録』を出版した。
自由民主党は民社党と共同で事件を追及したが、結果として宮本らに刑が執行されることはなかった。

#### 社会党の批判
野党第一党であった日本社会党委員長成田知巳は、この騒動は目前の論議から国民の目をそらすものであり、また治安維持法体制下で起きた事件を、その背景と切り離して考えるべきではないと批判した。一方で、部落解放運動における対立を、暴力事件やリンチ事件として国会に持ちこむことで今回の騒動の道を開いたと、共産党に対しても批判をおこなっている。
この年の12月に行われた第34回衆議院議員総選挙では38議席を確保していた共産党は大きく議席を減らし、17議席の獲得にとどまった。

### 平野謙の証言
小畑と非合法活動を行っていた経歴を持つ評論家の平野謙は、この事件に関しての文章と、袴田里見の予審調書とを合わせて、三一書房から『「リンチ共産党事件」の思い出』を1976年に刊行した。この中で小畑が大泉とネクタイの柄で合図していたことを挙げ、両者ともスパイであったという推測を公にした。

### 袴田の批判と主張
1976年、査問事件が国会で取り上げられると、改めてマスメディアの関心を集め、取材が殺到した。「週刊文春」で事件当時の袴田の供述書が公表され、事件の一端が明るみに出た。それまで宮本顕治から高く評価されてきた袴田里見であったが、この件の責任を宮本から追及された。袴田は自己批判を拒否した。
1977年（昭和52年）、当時党副委員長であった袴田が、第14回党大会で中央委員に選出されず、失脚。その後、事件に関して党や宮本を週刊誌などで公然と批判した。袴田は規律違反（党外からの党攻撃）を犯したとして同年12月30日共産党から除名処分を受けた。1978年の「週刊新潮」記事では、小畑達夫に暴行を加えて死亡させたのは宮本顕治だったと述べた。袴田は、後に著者『昨日の同志宮本顕治へ』も発行している。

### 国際勝共連合によるビラ配布と訴訟、和解
1978年6月、事件を取り上げた国際勝共連合機関紙「思想新聞」1978年6月18日付号外ビラが、立川市議会議員選挙投票日を前に八王子市内で配布された。日本共産党はこの行為が名誉毀損に当たるとして東京地方裁判所八王子支部（古川純一裁判長）に配布差止めの仮処分を請求。6月17日、古川裁判長は国際勝共連合に対する正式な審尋のないまま配布禁止、差押えの仮処分を決定、執行した。国際勝共連合はこれを不服として仮処分取消しを求める訴えを提起。裁判で日本共産党は、国際勝共連合に対して名誉毀損であることを主張し、1979年9月の審理では宮本顕治を証人として法廷で証言させるとの姿勢を見せたが、1986年、宮本顕治に対する証人申請を取り下げた。1988年12月26日の第49回口頭弁論において、日本共産党は東京地裁八王子支部（山ノ内一夫裁判長）の職権による取り下げ勧告を受けて名誉毀損の訴えおよび仮処分申請を取り下げ、「選挙で中傷、誹謗しない」ことで和解が成立した。

### 浜田幸一による人殺し発言問題
1988年（昭和63年）2月6日、衆議院予算委員会において予算委員長を務めていた浜田幸一は、この事件にふれて「我が党は旧来より、終戦直後より、殺人者である宮本顕治君を国政の中に参加せしめるような状況をつくり出したときから、日本共産党に対しては最大の懸念を持ち、最大の闘争理念を持ってまいりました。」「昭和八年十二月二十四日、宮本顕治ほか数名により、当時の財政部長小畑達夫を股間に……」「針金で絞め、リンチで殺した。このことだけは的確に申し上げておきますからね。いいですね。」「私が言っているのは、ミヤザワケンジ君（〔ママ〕。宮本顕治の誤り）が人を殺したと言っただけじゃないですか。」と発言し、国会の審議が空転する問題となった。浜田は同月12日予算委員長を辞任することになる。

### 兵本達吉による批判
共産党を除名された兵本達吉は、暴露本で以下のような批判をしている。
宮本は、日本共産党は、大泉のみならず、死亡した小畑も特高のスパイであったという見解に立ち、両者とも、取調べの過程で警察と連絡をもっていたことを告白したと公判の中で宮本は陳述している。しかし、兵本が小畑の出身地である秋田県で現地取材したところによれば、誰もが小畑に限ってスパイなどやる男ではないと語った。また、宮本は、小畑について「激論しただけでも、また一寸指なんか触っただけでも」ポロッと死ぬような「特異体質、梅毒性体質、心臓の弱い体質」であったと供述しているが、小畑の実弟の書いた手紙などからすると、そのような事実はまったくなかった。
当時は未必の故意の判例が確立されていなかったため、検察は宮本顕治を傷害致死罪でしか起訴できなかったという。現在の刑事裁判ならば、「極刑をもって断罪する」という赤旗の声明からみても、「未必の故意」による殺人罪に問えるケースであったとしている。